# أنيس كريمي
أنيس كريمي (مواليد 12 أبريل 2000) لاعب كرة قدم مغربي يجيد اللعب كلاعب وسط يلعب في نادي حتا الإماراتي.
مثل نادي الوداد في الفئات السنية و احترف في الإمارات في نادي حتا ونادي كلباء.

## روابط خارجية
- أنيس كريمي على موقع قاعدة بيانات كرة القدم.إي يو (الإنجليزية)
- أنيس كريمي على موقع Soccerway.com (الإنجليزية)